# جاي ر. كوب
جاي ر. كوب (بالإنجليزية: J. R. Cobb)‏ هو كاتب أغاني وعازف قيثارة وشاعر أمريكي، ولد في 5 فبراير 1944 في برمنغهام في الولايات المتحدة، وتوفي في 4 مايو 2019 في مونتايسلو في الولايات المتحدة بسبب نوبة قلبية.

## وصلات خارجية
- جاي ر. كوب على موقع ميوزك برينز (الإنجليزية)
- جاي ر. كوب على موقع ديسكوغز (الإنجليزية)